# Alagón (Saragossa)
Alagón ist ein Ort und eine nordspanische Gemeinde (municipio) mit 7.450 Einwohnern (Stand: 2024) in der Provinz Saragossa der Autonomen Region Aragonien.

## Lage
Alagón liegt etwa 28 Kilometer (Fahrtstrecke) nordwestlich der Provinzhauptstadt Saragossa in einer Höhe von etwa 235 Metern ü. d. M. Die sehenswerte Kleinstadt Borja befindet sich etwa 42 Kilometer westlich. Der etwa zwei Kilometer nördlich am Ort vorbeifließende Ebro bildet streckenweise die nördliche Gemeindegrenze, während der Río Jalón im Süden und Südwesten durch das Gemeindegebiet fließt.

## Bevölkerungsentwicklung
| Jahr      | 1960  | 1970  | 1981  | 1991  | 2001  | 2011  |
| Einwohner | 5.334 | 5.181 | 5.086 | 5.522 | 5.620 | 7.153 |

Mitte des 19. Jahrhunderts lag die Einwohnerzahl Alagóns bei etwa 3.000 Personen. Seitdem ist ein nahezu konstantes Wachstum der Einwohnerzahlen festzustellen, das in den letzten Jahren – wegen der relativen Nähe zum Großraum Saragossa und den auf dem Lande deutlich niedrigeren Immobilienpreisen – nochmals deutlich zugenommen hat.

## Wirtschaft
Jahrhundertelang lebten die Bewohner des Ortes direkt oder indirekt (als Händler oder Handwerker) von der Landwirtschaft. Der Weinbau spielte im 19. Jahrhundert bis zum Ausbruch der Reblauskrise eine große wirtschaftliche Rolle. Eine bis heute arbeitende Zuckerfabrik (azucarera), die die im Umland angebauten Zuckerrüben verarbeitet, nahm im Jahr 1900 ihren Betrieb auf. Heute wird die Landwirtschaft vermehrt durch kleinere Industrie- und Handwerksbetriebe in der Ortschaft abgelöst. In der Nachbargemeinde Figueruelas entstand ein Opel-Werk.

## Geschichte
In vorrömischer Zeit befand sich hier das Keltiberische Castrum von Alaun, das ein eigenes Münzprägerecht besaß. In der römischen Zeit führte eine Straße von Saragossa (Caesaraugusta) bis nach Astorga (Asturica Augusta) über Allabone, wie der Ort damals wahrscheinlich hieß. Aus westgotischer Zeit sind bislang keine Funde gemacht worden. Die Ankunft des Islam im Tal des Ebro geschah im Jahr 714 – Allabone und Saragossa (Madinat Saraqusta) wurden Teil von Al-Andalus; im Oktober des Jahres 935 soll sich der Kalif Abd ar-Rahman III. hier aufgehalten haben. Die christliche Rückeroberung der Region durch den aragonesischen König Alfons I. geschah im Jahr 1118, doch erlebte der Ort seine Blütezeit erst im 15. und 16. Jahrhundert. Im 18. Jahrhundert gründeten die Jesuiten ein Kolleg in Alagón. Im Jahr 1808 nahmen napoleonische Truppen den Ort ein.

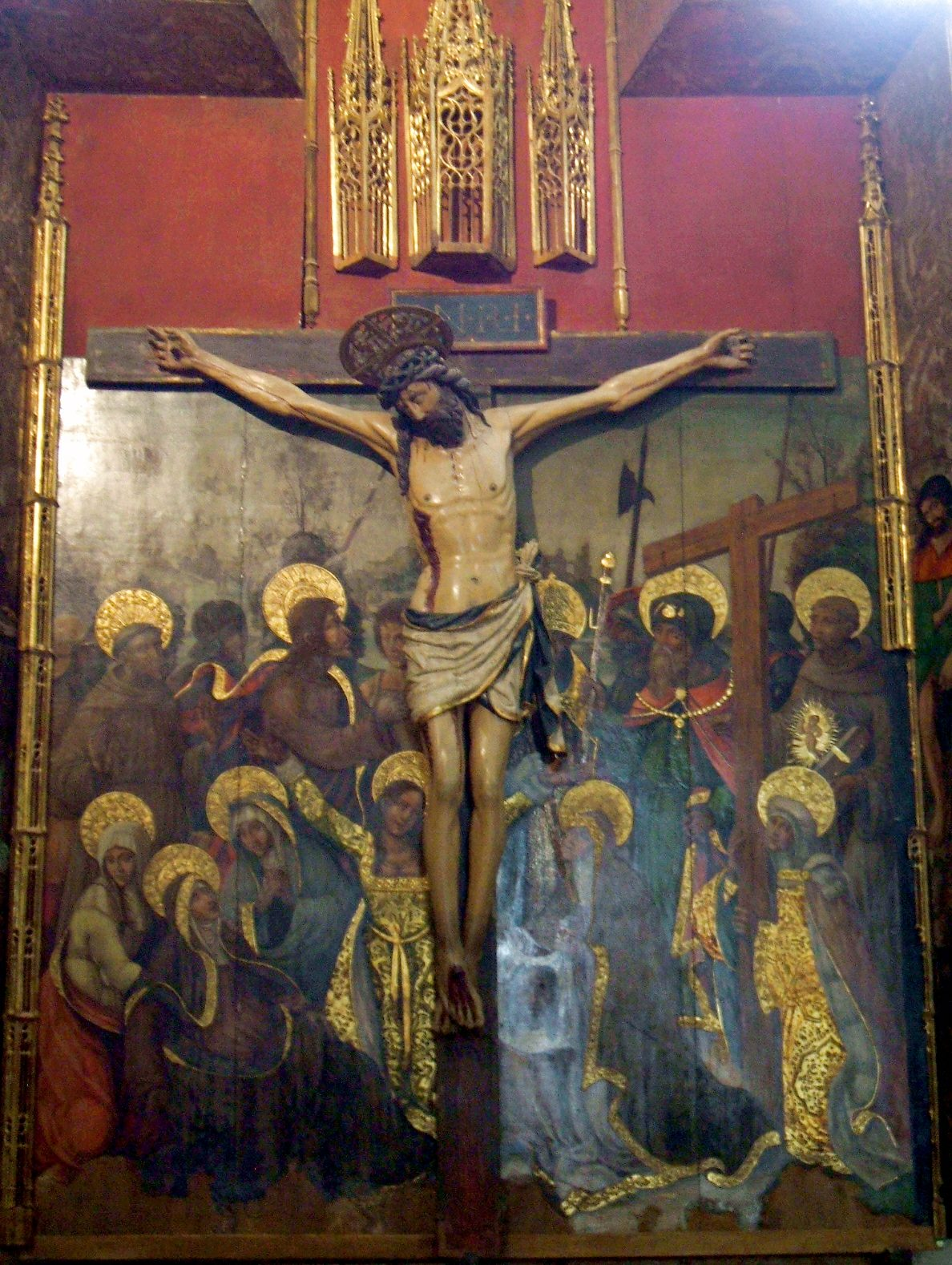
Kirche San Pedro Apóstol – spätgotischer Altarretabel (um 1470)

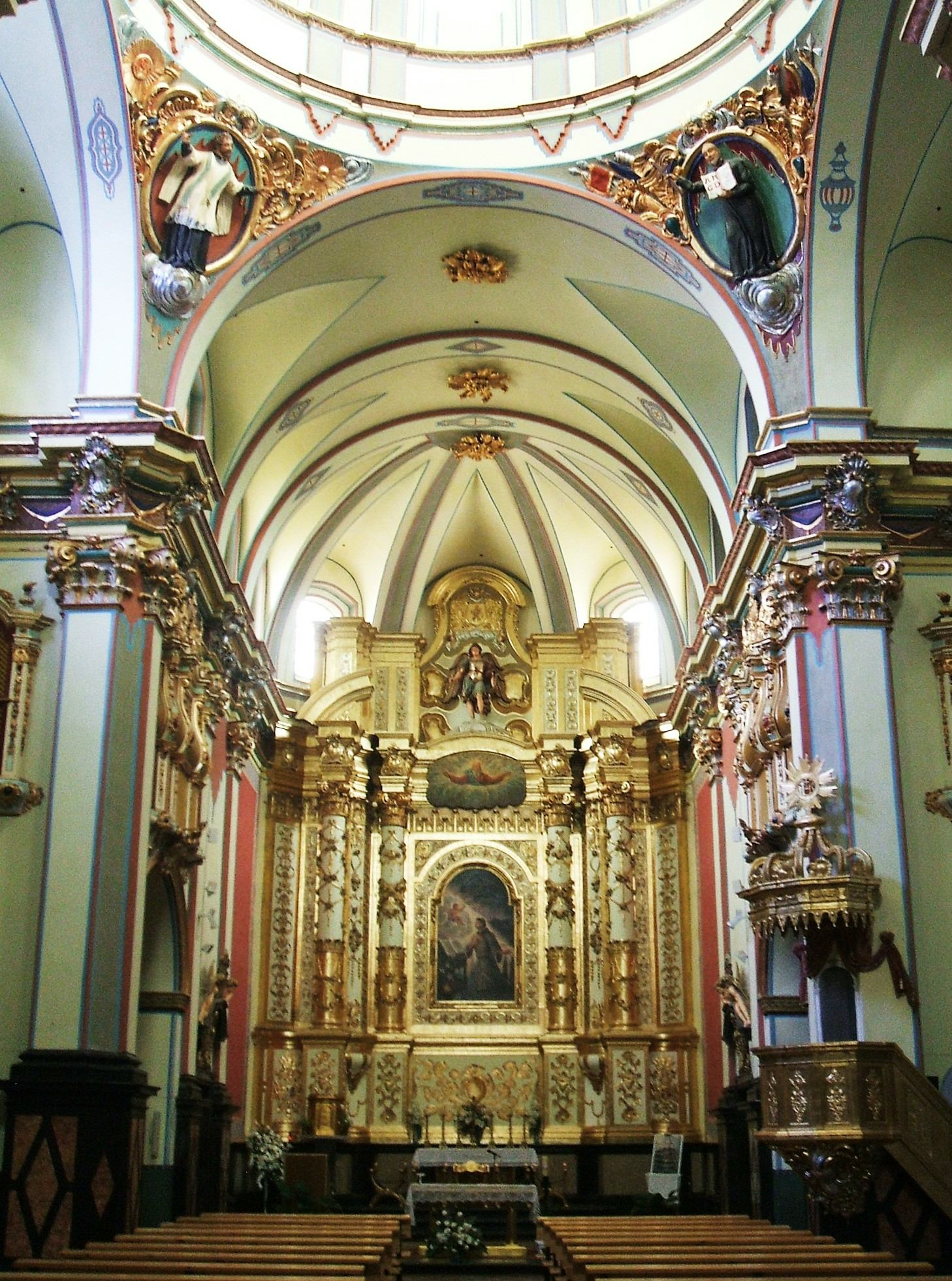
Kirche San Antonio de Padua

## Sehenswürdigkeiten
- Die in Mudéjar-Bauweise ganz aus Ziegelsteinen erbaute Kirche San Pedro Apóstol wurde im 13. Jahrhundert begonnen, doch erst im 15. Jahrhundert fertiggestellt. Der auf achteckigem Grundriss errichtete Glockenturm inkorporiert in seinem unteren und mittleren Teil Reste des Minaretts der ehemaligen Moschee, worauf die für die Kunst der Mauren im Maghreb und in Andalusien typische Rautenmotive und überschneidenden Bögen im Mittelbereich hinweisen. Auch die beiden Zahnschnittfriese im unteren Bereich gehören zum islamischen Bestand. Die beiden oberen Geschosse zeigen dagegen gotische Formen. Ungewöhnlich ist der im 17. Jahrhundert hinzugefügte Kranz umlaufender Fensteröffnungen unterhalb der Dachtraufe des Kirchengebäudes, der einerseits Wach- und Verteidigungszwecken dienen konnte, andererseits dem Bau ein repräsentatives, beinahe palastartiges Aussehen verleiht. Das einschiffige Innere der Kirche wird von einem Rippengewölbe bedeckt. Eine mit einem Sterngewölbe ausgestattete Seitenkapelle beherbergt ein spätgotisches Altarretabel – wahrscheinlich deutscher Provenienz – mit einem zentralen holzgeschnitzten Kruzifixus und einem auf Holztafeln gemalten Hintergrund mit Begleitfiguren aus der Zeit um 1470. Weitere Renaissance- und Barockaltäre befinden sich in der Apsis sowie in anderen Seitenkapellen.
- Die Kirche San Antonio de Padua steht in unmittelbarer Nachbarschaft des ehemaligen Jesuitenkollegs und wurde etwa gleichzeitig mit diesem in den 1730er Jahren erbaut. Mit Ausnahme der Portalzone und einiger anderer Baudetails ist auch sie ganz aus Ziegelsteinen erbaut. Ein oktogonaler barocker Glockenturmaufsatz schließt in einer mehrfach geschwungenen Haube. Große Teile der Innenausstattung sind in der Zeit des Spanischen Bürgerkriegs einem Brand zum Opfer gefallen, doch wurde die Kirche danach wieder instand gesetzt – so ist beispielsweise der Hauptaltar eine nach Fotografien angefertigte Rekonstruktion des verbrannten Originals.
- Im ehemaligen Kolleggebäude daneben wurde ein Museum mit Werken der zeitgenössischen Kunst Mexikos eingerichtet.
- Die Kirche San Juan Bautista gehörte zu einem Konvent der Unbeschuhten Augustiner (Augustiner-Rekollekten). Heute dient sie als Kirche einer Mönchsgemeinde des im 19. Jahrhundert gegründeten Claretiner-Ordens.

## Partnergemeinden
- Sax, Alicante, Spanien
- Saint-Jean-de-Verges, Ariège, Frankreich
- Alagón del Río, Extremadura, Spanien